# Светилиште Атине Проније
Светилиште Атине Проније је друго, мање познато, светиште Делфа, (Атини пред храмом, односи се на Аполоново), које се налазило источније од Аполоновог, на локалитету који се зове Мармарија (грч. Marmaros = мермер). То је низбрдица, испод данашње асфалтне саобраћајнице, уређена терасасто.

## Опис налазишта
Распоред грађевина од североистока према западу је следећи; напред су темељи два мања објекта у облику храма (распоред мегарон) са вестибулом и целом, а потом следи мања грађевина која је била величине 4,85 х 3,95 м, а већа 8 х 6,10 м. Мали објекти су вероватно били трезори-ризнице из архајског периода.
Ископавањима на томе месту од 1922. до 1925. године откривени су трагови култа из микенског периода. У тим раним вековима култ је вероватно припадао богињи Геји, а после се почела славити богиња Атина, о чему сведочи и пронађено постоље Атине.

### Архајски храм Атине Проније
Архајски храм Атине Проније, чине поједини камени уломци врло старог храма из средине 7. века п. н. е. Дванаест капитела и разни делови стубова тога храма пронађени су у темељима другога архајског храма саграђеног на истоме месту око 500.године п. н. е. И тај је храм био дорски, димензијa 27,45 х 13,25 м. Његова величина била је диктирана морфологијом терена, са по шест стубова на ужим и 12 на дужим странама. Имао је издужену целу са пронаосом и два стуба „in antis“, без опистодома.
Храм је прво био делимично оштећен ратовима, а готово уништен, као и многи споменици Делфа, клизањем терена и обрушавањем камења 373. године п. н. е. До 1905. године на свом месту је стајало још 10 стубова храма, које је тада срушило поновно клизање стена.
Артефакти скулптуре са забата и фриза, пронађени су на месту храма, конзервирани су и изложени у музеју. Са источне стране храма откривен је већи жртвеник из 6. века п. н. е.

### Трезори
Трезори (ризнице), којих је било два, лоцирани су паралелно и западно од храма. Обликом подсећају на оне откривене источно од храма. Трезори су архитектонски у основи богатији, а грађени су од парског мермера.
- Први трезор, ближи храму, величине је 7,30 х 10,40 м, дорског је стила, са два стуба „in antis“. Подигнут је између 490. - 460. године п. н. е.
- Други трезор, нешто је мањих димензија, 6,37 х 8,36 м, јонског је стила, с два стуба „in antis“. То је била отмена грађевина, чија се лепота успоређивала са ризницом Сифнијаца из Аполоновог светилишта. Пронађен је мали фрагмент фриза, који је украшавао зид трезора. Приписује се грчкој колонији Масалији (Marseille) , око 530. године п. н. е.

### Толос
Толос, је био најбољи де светилиште (храм) Атине Проније, у облику кружне грађевине са ваљкастим средиштем (целомом) опасаним каменим стубовима, у Олипији, Грчка.
Изграђен је између 400. и 360. п. н. е.. Састојао се од 20 дорских стубова распоређених у пречнику од 14,76 метара и 10 коринтских стубова на унутрашњем делу. Три дорска стуба која су рестаурирана, данас доминирају ови археолошким локалитетом и најпопуларније су место у Делфима за фотографисање туриста.
Још пре него се дође у његову близину уочавају се три маркантна камена стуба, који носе део архитрава и фриза. До данас је сачувана кружна база толоса, пречника 13,5 m и три стуба, око којих се налазе још неколико фрагмената поређаних дорских стубова, од 20 колико их је укупно првобитно било уграђено.
У унутрашњости толоса, уз зидове кружне основе пречника 8,60 m, налазило се 10 коринтских стубова од тамног елеузинског кречњака.
Храм је споља био украшен са два рељефна фриза.
- Већег — на коме су приказане амазономахије и кентауромахије
- Мањег — са јуначким делима Херакла и Тезеја.

### Нови храм Атине Проније
Западно од толоса откривени су темељи Новог храма Атине Проније, који је заменио архајски храм порушен 373. године п. н. е. Грађен је кречњаком из оближњих каменолома.
Димензије храма су 22,60 х 11,55 м. Грађевине је једноставаног облика, тип простилоса, са шест дорских стубова на прочелној јужној страни подигнутих на стилобату од три стуба. На тој страни фасаде јавља се шири вестибул са два стуба на улазу у целу. Храм је имао неку врсту фриза, али без украса на метопама.
На кући свештеника, уз западну страну храма видиљиви су остаци грађевине са три просторије. Претпоставља се да је старија од храма. Не зна се тачна намена ове грађевине, која се уобичајено звала „кућа свештеника”. Десетак метара западно наилази на зид светилишта Атине Пронаје, одакле се види оближњи гимназијум.